# Lengyel Endre (gordonkaművész)
Lengyel Endre  (Budapest, 1931. augusztus 31. – Budapest, 2018. március 8.) magyar gordonkaművész, zenepedagógus, egyetemi tanár. 

## Életpályája
A Nemzeti Zenedében (1948–1950), majd a Zeneakadémia gordonka szakán (1950–1959) végezte tanulmányait. Gordonkatanárai Friss Antal és Banda Ede voltak. 1960-tól a budapesti Bartók Béla Zeneművészeti Szakközépiskola főtanszakvezető gordonkatanára. 1964-ben kezdett tanítani a Zeneakadémián, 1968-tól pedig a Zeneakadémia Zenetanárképző Intézetének budapesti tagozatán. Szakmai kurzusokat tartott Magyarországon és külföldön is. Magyarországi gordonka-, illetve kamaraversenyeken többször volt zsűritag.
Két testvérével, Lengyel Gabriella hegedűművésszel és Lengyel Attila zongoraművésszel alapította meg a Lengyel Trió nevű kamarazenekart, mellyel Európa országaiban is koncertezett.

## Művei
- Gordonkamuzsika kezdők számára / Violoncellomusik für Anfänger / Violoncello Music for Beginners (1970; Pejtsik Árpáddal)[5]
- Gordonkamuzsika / Violoncello music II.: Könnyű előadási darabok az első fekvésben / Easy concert pieces in the first position (?; Pejtsik Árpáddal)[6]
- A gordonkajáték módszertana (1982; Pejtsik Árpáddal írt gordonka-metodika)[4]